# 心算世界杯
心算世界杯（德語：Weltmeisterschaften im Kopfrechnen）是为心算能者举办的国际赛事，举办地为德国，每两年举办一次。

## 2004年心算世界杯
第一届心算世界杯于2004年10月30日在德国安娜贝格-布赫霍尔茨举行，共有10个国家的17名选手参加了比赛。比赛项目包括：
- 十位数加法，10分钟10道题
  - 冠军: Alberto Coto García（西班牙），5:50答对全部题目
- 八位数乘法，15分钟10道题
  - 冠军:Alberto Coto García（西班牙），答对8题
- 日历计算
  - 冠军：Matthias Kesselschläger（德国），答对33题
- 六位数平方根，15分钟10道题
  - 冠军: Jan van Koningsveld（德国）

总分方面，第一名为Robert Fountain （英国），亚军为Jan van Koningsveld（德国）。

## 2006年心算世界杯
第二届心算世界杯于2006年11月4日在德国吉森的Mathematikum博物馆举行，共有11个国家的26名选手参加了比赛。

## 2008年心算世界杯
2008年心算世界杯于2008年7月1日在德国莱比锡大学举行，共有12个国家的28名选手参加了比赛。

## 2010年心算世界杯
2010年心算世界杯于2010年6月6日至7日在德国马格德堡大学举行，共有13个国家的33名选手参加了比赛。

## 2012年心算世界杯
2012年心算世界杯于2012年9月30日至10月10日在德国吉森的Mathematikum博物馆举行，共有16个国家的32名选手参加了比赛。

## 2014年心算世界杯
2014年心算世界杯于2014年10月10日至12月10日在德国德累斯顿工业大学数学学院举行，共有17个国家的39名选手参加了比赛。

## 2016年心算世界杯
2016年心算世界杯于2016年9月23日至25日在德国比勒费尔德举行，共有16个国家的31名选手参加了比赛。

## 2018年心算世界杯
2018年心算世界杯于2018年9月28日至30日在德国沃尔夫斯堡Phaeno科学中心举行。

## 2020/202X年心算世界杯
2020年心算世界杯计划于2020年8月21日至23日在德国帕德博恩的亨氏Nixdorf博物馆论坛（世界上最大的计算机博物馆）举行。由于2019冠状病毒病，比赛无限期后延。